# 양문석 (아나운서)
양문석(1981년 12월 5일~)은 대한민국의 KBS 청주방송총국 소속의 아나운서이고, 서울특별시 출신이다.

## 학력
- 백신고등학교 졸업
- 성균관대학교 행정학과 학사

## 경력
- 2006년 : KBC 광주방송 아나운서
- 2010년 : KBS대구방송총국 아나운서
- 2016년 : KBS청주방송총국 아나운서

## 진행

### 텔레비전
- KBS대구 1TV : KBS 뉴스광장 대구·경북
- KBS대구 1TV : 아침마당 대구
- KBS대구 1TV : KBS 뉴스 네트워크 대구·경북
- KBS대구 1TV : KBS 뉴스 7 대구·경북
- KBS대구 1TV : KBS 뉴스 9 대구·경북
- KBS대구 1TV : 시사라이브 7
- KBS청주 1TV : 지금 충북은 플러스
- KBS청주 1TV : KBS 뉴스 7 청주
- KBS청주 1TV : KBS 뉴스광장 충북
- KBS청주 1TV : 금요일에 만난 사람
- KBS청주 1TV : KBS 뉴스 9 청주
- KBS청주 1TV : KBS 뉴스 7 충북
- KBS청주 1TV : 시사진단 라운드
- KBS청주 1TV : KBS 뉴스 9 충북

### 라디오
- KBS대구 제1라디오 : KBS 제1라디오 아침종합뉴스 대구·경북
- KBS대구 제2라디오 : KBS 제2라디오 8시 뉴스 대구·경북
- KBS대구 제1라디오 : 아침의 광장
- KBS대구 제1라디오 : KBS 제1라디오 정오종합뉴스 대구·경북
- KBS대구 음악FM : 팝 스테이션
- KBS청주 제1라디오 : KBS 제1라디오 아침종합뉴스 청주
- KBS청주 제1라디오 : 시사투데이
- KBS청주 제1라디오 : KBS 제1라디오 정오종합뉴스 청주
- KBS청주 제2라디오 : 양문석의 라디오스타
- KBS청주 제1라디오 : 생생충북
- KBS청주 제2라디오 : 7시 음악카페
- KBS청주 음악FM : 음악이 있는 곳에